# ヴェノム:レット・ゼア・ビー・カーネイジ
『ヴェノム：レット・ゼア・ビー・カーネイジ』（原題：Venom: Let There Be Carnage）は、マーベル・コミックのキャラクター「ヴェノム」をベースにした、2021年のアメリカ合衆国のスーパーヒーロー映画。『ヴェノム』（2018年）の続編であり、「ソニーズ・スパイダーマン・ユニバース」（SSU）の2作目。監督はアンディ・サーキス、脚本はケリー・マーセル、トム・ハーディが務め、トム・ハーディ、ウディ・ハレルソン、ミシェル・ウィリアムズらが出演する。コロンビア ピクチャーズとマーベルが共同で製作し、ソニー・ピクチャーズが配給する。

## ストーリー
前作にて宇宙からの共生体シンビオートのヴェノムとの暮らしを始めた記者のエディ・ブロックは、食人衝動を抑えきれず身勝手な行動を繰り返すヴェノムの制御に四苦八苦しながらも、なんとか共同生活を送っていた。
ある日、エディは記者としての再起をかけ、刑務所に収監中の凶悪な殺人鬼クレタス・キャサディへの取材を敢行。ヴェノムの協力もあって、エディは未発見だったクレタスの被害者の遺体発見に一役買い、保留中だったクレタスの死刑を確定させるという手柄を挙げる。しかし次の取材でクレタスからエディが挑発され、激怒したヴェノムがクレタスに掴みかかるというトラブルが勃発、せっかくの取材の機会が台無しになる。この失敗を機にヴェノムとの共同生活に限界を感じたエディは遂にヴェノムと決裂、二人は喧嘩別れをしてしまう。
一方、死刑が執行されることになったクレタスだったが、ヴェノムに掴みかかられた際にエディの指に噛みついていたことでクレタスもシンビオートに感染、死刑執行の最中に新種の赤いシンビオート：カーネイジとしての能力に覚醒する。カーネイジの力で脱獄を果たしたクレタスは、若い頃に引き離された最愛の恋人フランシス・バリソン/シュリークを探し求めながら、街中で殺戮を繰り広げてゆく。

## キャスト
エディ・ブロック / ヴェノム
演 - トム・ハーディ、日本語吹替 - 諏訪部順一（エディ） / 中村獅童（ヴェノム）
ヴェノムの宿主である敏腕記者。クレタスへの取材については当初は乗り気でなかったもののクレタスに気に入られ、続けて取材をすることになる。アンへの未練を未だに引きずっている。
クレタス・キャサディ / カーネイジ
演 - ウディ・ハレルソン（少年時代：ジャック・バンデイラ）、日本語吹替 - 内田直哉（クレタス） / 片岡愛之助（カーネイジ）
サン・クエンティン州立刑務所に収監されている連続殺人鬼の男。既に裁判で死刑判決を受けていたものの、パトリックをはじめとした警察やFBIからは余罪があると見抜かれて保留となっていた。
エディ以外の誰とも話すことを拒否しており、パトリックの依頼でインタビューを受け入れた彼と交流を持つことになるが、その結果ヴェノムに余罪を暴かれて保留中だった死刑が確定してしまう。それを逆恨みして牢屋越しでエディと取っ組み合いになった際に彼に噛み付いたことで、新たに誕生したカーネイジの宿主となる。
アン・ウェイング
演 - ミシェル・ウィリアムズ、日本語吹替 - 中川翔子
弁護士であり、エディの元婚約者。前作での出来事でエディとは破局しており、シーヴェノムとして食人を経験したショックもあってエディとは距離を持っていたが久しぶりに再会、現在はダンと婚約していることを告げる。その後はエディやヴェノムと友人としての付き合いを持つようになる。
フランシス・バリソン / シュリーク
演 - ナオミ・ハリス（少女時代：オルミデ・オロランフェミ）、日本語吹替 - 早見沙織
特異体質により、強力な音波を使って攻撃することが出来るようになった女。若い頃のクレタスの恋人であり、現在はレイヴンクロフトに収監されている。クレタスとは相思相愛だが、能力の関係上カーネイジやヴェノムとは相性が悪い。
ダン・ルイス
演 - リード・スコット、日本語吹替 - 桐本拓哉
アンの婚約者である医者。アンの元恋人であるエディたちに対しても終始協力的な善良な人物だが、ヴェノムからは恋敵として毛嫌いされている。
パトリック・マリガン刑事
演 - スティーヴン・グレアム（若い頃：ショーン・ディレイニー）、日本語吹替 - 森川智之
ニューヨーク市警の刑事。フランシスとは因縁がある。現在はクレタスの事件の捜査を進めており、その関係でエディとも付き合いがある。
チェン
演 - ペギー・ルー、日本語吹替 - 田村聖子
エディが行き着けのコンビニエンスストアの店主。前作にて「用心棒代」と称してチンピラに売り上げを巻き上げられていたところをヴェノムに守ってもらって以来、その後もヴェノムに店を守ってもらっている。そういった経緯もあり、エディと共生しているヴェノムとも親しい。
カミール・パッゾ
演 - シアン・ウェバー、日本語吹替 - 高島雅羅
レイヴンクロフトの主治医。フランシスをレイヴンクロフトへ搬送、極秘裏に研究材料としていた非人道的な人物。
ジークフリード
演 - スクルービアス・ピップ
レイヴンクロフトの患者。
ピーター・パーカー / スパイダーマン
演 - トム・ホランド
ポストクレジットシーンに登場。エディとヴェノムの転移先の部屋のテレビにて放送していたデイリー・ビューグルのニュース内の映像に登場。
J・ジョナ・ジェイムソン
演 - J・K・シモンズ、日本語吹替 - 立川三貴
ポストクレジットシーンに登場。エディとヴェノムの転移先の部屋のテレビにて放送していたデイリー・ビューグルのニュースでスパイダーマンの正体を報じる。

## 製作

### 企画
2018年に公開された映画『ヴェノム』の長い企画期間中、キャラクターのカーネイジは敵役として登場することが期待されていた。その映画のプリプロダクション中、クリエイティブ・チームは、主人公であるエディ・ブロックとヴェノムの紹介に集中するために、このキャラクターを登場させないことを決定した。ルーベン・フライシャー監督は、ヴェノムの最も手強い悪役を続編に残すことは、フランチャイズに行き場を与え、自然な次のステップになると考え、カーネイジの分身であるクリータス・キャサディを続編に登場させることを意図して、1作目の終わりのミッドクレジット・シーンで紹介した。フライシャー監督は、ウディ・ハレルソンをこの役に起用したいと考え、ハレルソンの『ナチュラル・ボーン・キラーズ』（1994年）での演技との間に自然なつながりがあると感じ、2人が映画『ゾンビランド』（2009年）の続編について話し合っているときにハレルソンに依頼した。ハレルソンは、フライシャー監督とブロックとヴェノムを演じるトム・ハーディと夕食を共にした後、この役を引き受けることに同意した。ハレルソンは、1作目の契約をする前に続編の脚本を読むことができなかったため、自分の決断をサイコロのようなものだと表現した。『ヴェノム』の公開に先立つ2018年8月、ハーディは2本の続編に出演する契約を結んだことを確認した。
2018年11月末、ソニーは『ヴェノム2（Venom 2）』と思われるタイトル未定のマーベルの続編に2020年10月2日の公開日を与えた。興行アナリストたちはそれまでに、『ヴェノム』は続編が作られることを保証するほどの成功を収めたと考えていた。その1ヶ月後、『ヴェノム』の脚本家であるジェフ・ピンクナーは、続編の製作を認めたが、その時点では脚本には関与していなかった。フライシャー監督も認めた。1月、ケリー マーセルは、第1作の脚本を担当した後、続編の脚本とプロデュースを担当するという「重要な」契約をソニーと結んだ。これにより、ソニーは本作の製作を正式に開始し、アヴィ・アラッド、マット・トルマック、エイミー・パスカルの3人がプロデューサーとして復帰することも明らかになった。また、ハーディとハレルソンが続編に復帰し、ブロックの元婚約者であるアン・ウェイニング役にミシェル・ウィリアムズが起用されることとなった。
2019年7月末には、ソニーは同年11月に撮影を開始したいと考えており、当時フライシャーがまだ『ゾンビランド: ダブルタップ』（2019年）の仕事を終えていたことから、フライシャーの後任監督として複数の候補者と会っていた。スタジオが会った監督には、アンディ・サーキス、トラヴィス・ナイト、ルパート・ワイアットなどがいる。サーキスは8月の初めに、このプロジェクトについてソニーと話し合い、「起こりうること」であることを確認したが、正式に監督として採用される少し前のことであった。サーキスは、俳優としても監督としても、CGIやモーションキャプチャー技術を使って仕事をした経験があることもあり採用された。サーキスは、採用後すぐに、ハーディがマルセルと緊密に協力して、「二人の意見を中心に」脚本を書いていたと述べた。マルセルは、ハーディと一緒に数ヶ月かけて映画のアイデアを練り、ハーディがプロジェクトで初めてストーリーのクレジットを得て、その後3ヶ月かけて自ら脚本を書いたと説明した。 フライシャー監督は、第1作が酷評された後、サーキスにシリーズを引き継がせてよかったと語っている。これは、ソニーに対する偏見や、ライバルのスーパーヒーロー映画であるマーベル・スタジオに対するレビューの偏見によって、「観客を喜ばせる映画」が不当に扱われたと考えたからだ。 サーキスが採用された時には、ハッチ・パーカーはプロデューサーとして続編に参加した。パーカーは、ソニー・ピクチャーズの会長であるトム・ロスマンの友人であり、以前は20世紀フォックスが製作したマーベル作品のプロデューサーを務めていた。

### プリプロダクション
2019年9月、リード・スコットは第1作からウェイングの恋人ダン役を再演することが期待されていた。また、シュリークというキャラクターは、本作の副次的な悪役であり、カーネイジの恋敵として登場することが期待されていた。この役には多くの女優が注目されていたが、10月中旬にナオミ・ハリスがこの役にキャスティングされた。スティーヴン・グレアムも年末までにマリガン刑事役で参加した。トルマックは、R指定の『ジョーカー』（2019年）の成功や、『デッドプール』（2016年）や『LOGAN/ローガン』（2017年）といった過去のR指定コミック映画の成功を受けて、続編がR指定になる可能性があると述べた。しかし、トルマックは、『ヴェノム』1作目のPG-13指定が興行的に成功したため、他の作品で成功したからといってフランチャイズのトーンを変えようとはしないだろうと注意を促した。 彼は、『ヴェノム』1作目から学んだ最大の教訓は、ファンがブロックとヴェノムの関係を愛しているということであり、続編ではこのことから2人のキャラクターが一緒にいるところにもっと焦点を当てるだろうと付け加えた。

### 撮影
2019年11月15日にイギリスのハートフォードシャーにあるリーブスデン・スタジオで、『フィルモア（Fillmore）』というワーキングタイトルで主な撮影が開始された。ロバート・リチャードソンが本作の撮影監督を務め、『ブレス しあわせの呼吸』（2017年）で共演したサーキスと再会した。撮影は、2020年1月中旬にロンドン・サウスバンク大学のキャンパスで行われた。ハーディは、イギリスでの撮影が2月8日に終了したことを明らかにし、その後、本作の舞台であるサンフランシスコに移動した。サンフランシスコでは数週間にわたってロケ撮影が続けられた。

### ポストプロダクション
本作のポストプロダクションは、COVID-19のパンデミックにより多くの映画製作が停止を余儀なくされる直前に開始され、サーキスはロンドンの編集部で本作の編集作業を開始した。ポストプロダクションの停止を余儀なくされると、映画の編集者はアメリカに戻り、サーキスと一緒に遠隔操作で映画の編集を終えた。俳優のショーン・ディレイニーは2020年4月上旬、ソニーは本作が2020年10月2日に公開予定で、パンデミックにもかかわらずその公開日を維持するつもりであることを確認した。同月末、ソニーはCOVID-19関連の他の遅延により公開日が可能になったため、本作の公開日を2021年6月25日に変更した。ソニーはまた、映画のタイトルを『Venom: Let There Be Carnage』と発表した。2021年3月、映画の公開は再び2021年9月17日に延期され、さらにその1週間後には2021年9月24日に延期された。
サーキスは、コミック版のカーネイジを映画化することに興奮し、共生生物は宿主を反映するように設計されているため、ヴェノムとカーネイジのデザイン、能力、動きを通して、それぞれブロックとカサディを反映させて、ヴェノムとカーネイジを変えたと説明した。サーキスは、ダンサーや俳優と一緒にモーションキャプチャを使って、2人のキャラクターの動きを明確にした。ヴェノムは、力ずくで戦うクォーターバックに例えた。カーネイジについては、カサディの精神病的な性格が、特異な動きや常軌を逸した動き、さらには霧になって「あらゆる種類の蔓」を作り出すことができることで示されています。サーキスはカーネイジとの戦いをタコとの戦いに例えている。

## 音楽
マルコ・ベルトラミは、これまでパーカーが製作したマーベル系の映画数本の作曲を担当していたが、2020年12月に本作の作曲家になることが明らかになった。

## マーケティング
2020年4月に本作の正式タイトルを発表した後、ソニーは本作の公式ロゴを使った短い予告編も公開した。
2021年3月、サーキスは、COVID-19のパンデミックのために本作の予告編がまだ公開されておらず、ソニーは観客が映画館で見られるようになるまで待っていると語った。5月には本作の最初の予告編が公開された。

## 公開

### 劇場
アメリカ合衆国では2021年10月1日にRealD 3DとIMAX 3Dで劇場公開された。この映画は以前、アメリカ合衆国で2020年10月2日に公開される予定だったが、COVID-19のパンデミックの影響で2021年6月25日に変更された。さらに2021年9月17日に変更され、最終的には10月1日の公開となった。当初は本作よりも先に公開を予定していた『モービウス』とは公開順が入れ替わっている。日本では2021年12月3日に劇場公開された。前作はPG12指定作品だったが、今作はG指定作品となる。

## 評価
Rotten Tomatoesによれば、274件の評論のうち高評価は57%にあたる157件で、平均点は10点満点中5.4点、批評家の一致した見解は「オリジナルの奇妙なカップルの化学反応のファンを真正面から狙った続編『ヴェノム:レット・ゼア・ビー・カーネイジ』は、このシリーズのおバカな面を積極的に取り入れた作品である。」となっている。
Metacriticによれば、48件の評論のうち、高評価は19件、賛否混在は19件、低評価は10件で、平均点は100点満点中49点となっている。